# قاشق چای‌خوری

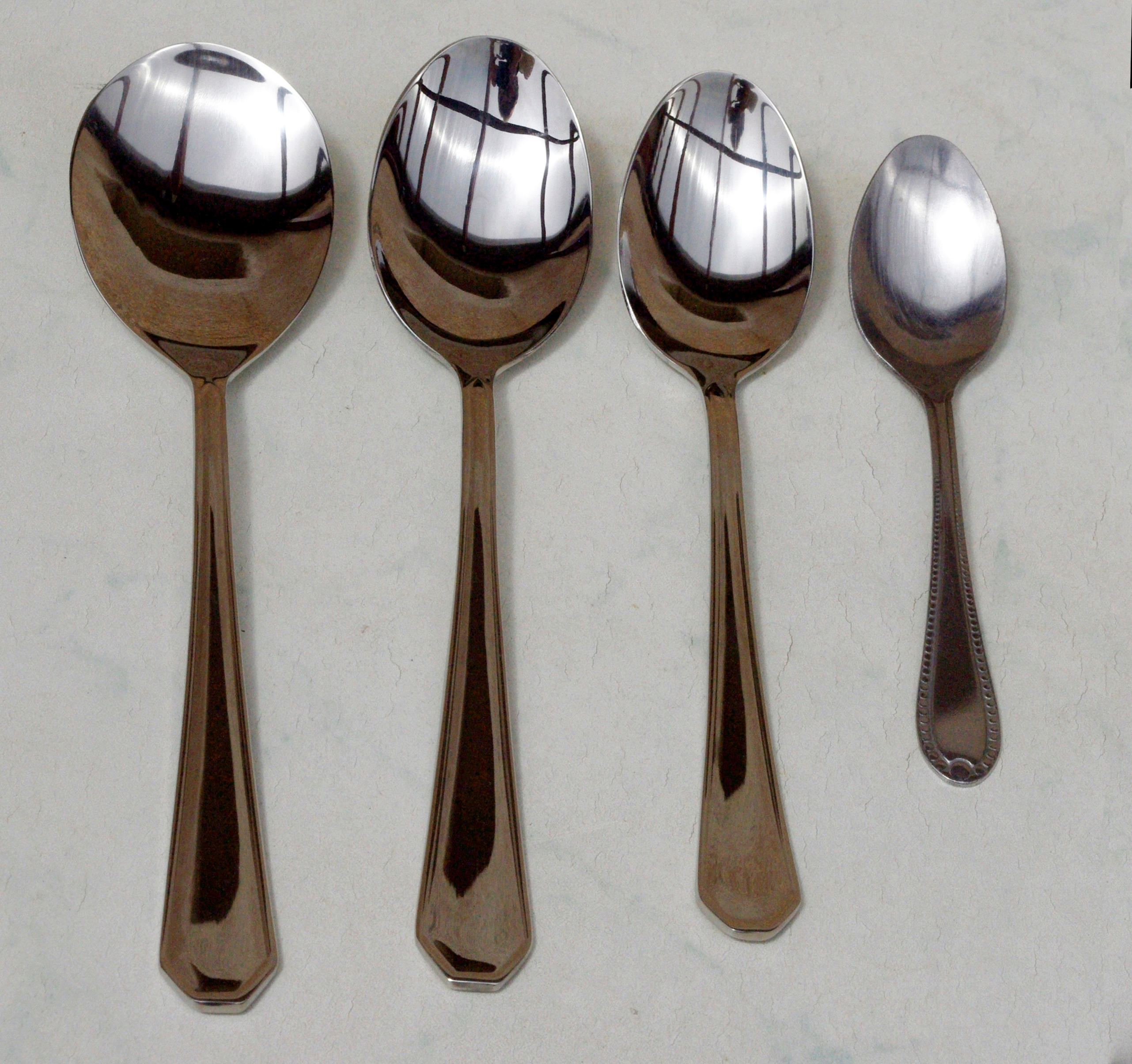
از چپ به راست: قاشق، قاشق غذاخوری، قاشق دسرخوری و قاشق چای‌خوری

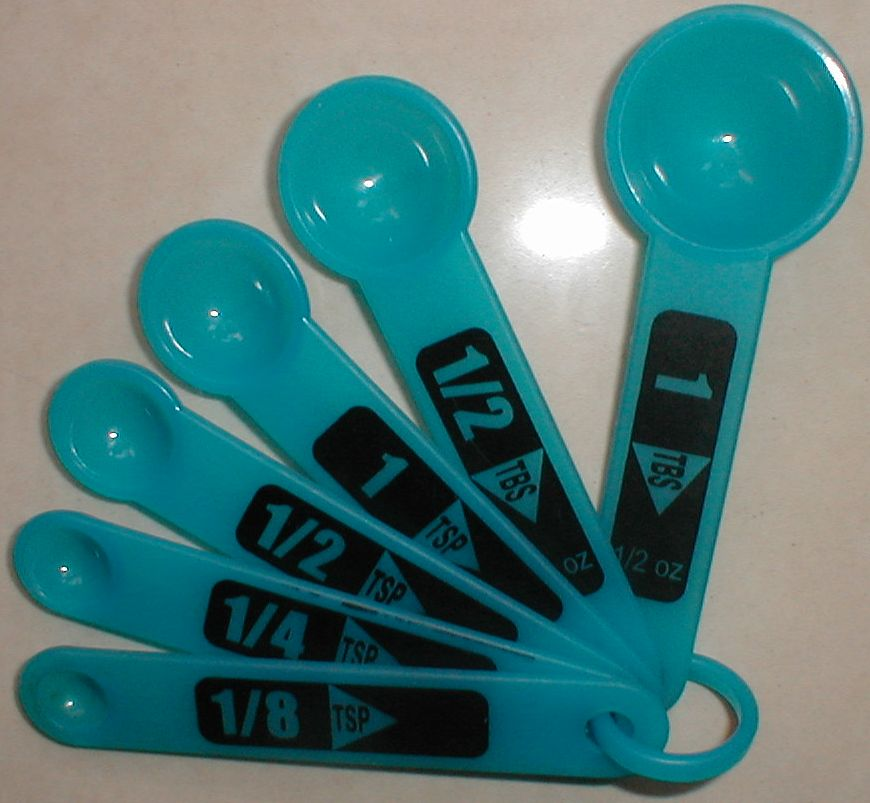
یک سری قاشق اندازه‌گیری شش‌تایی، سومین قاشق از نظر بزرگی قاشق چایخوری نام دارد و بر روی آن علامت اختصاری TSP دیده می‌شود.

قاشق چایخوری در معنای عمومی قاشق کوچکی است که به‌خصوص برای سرو چای، قهوه و دسر استفاده می‌شود. قاشق چایخوری همچنین قاشق اندازه‌گیری محسوب می‌شود که با علامت اختصاری این قاشق t یا tsp شناخته شده است و گنجایش آن ۵ میلی لیتر است. این قاشق یک سوم قاشق غذاخوری گنجایش دارد.
لازم به تذکر است که این قاشق برای اندازه‌گیری گرم نیست زیرا وزن مواد مختلف با وجود حجم یکسان متفاوت است.

## وسایل غذاخوری
یک قاشق چایخوری یک قاشق کوچک مناسب برای هم زدن و ریختن محتویات یک فنجان چای یا قهوه یا اضافه کردن کمی شکر به آن است. این قاشق‌ها دارای سرهای کم و بیش بیضی هستند. قاشق چایخوری بخش رایجی از چیدمان میز است.